# Atterrisseur

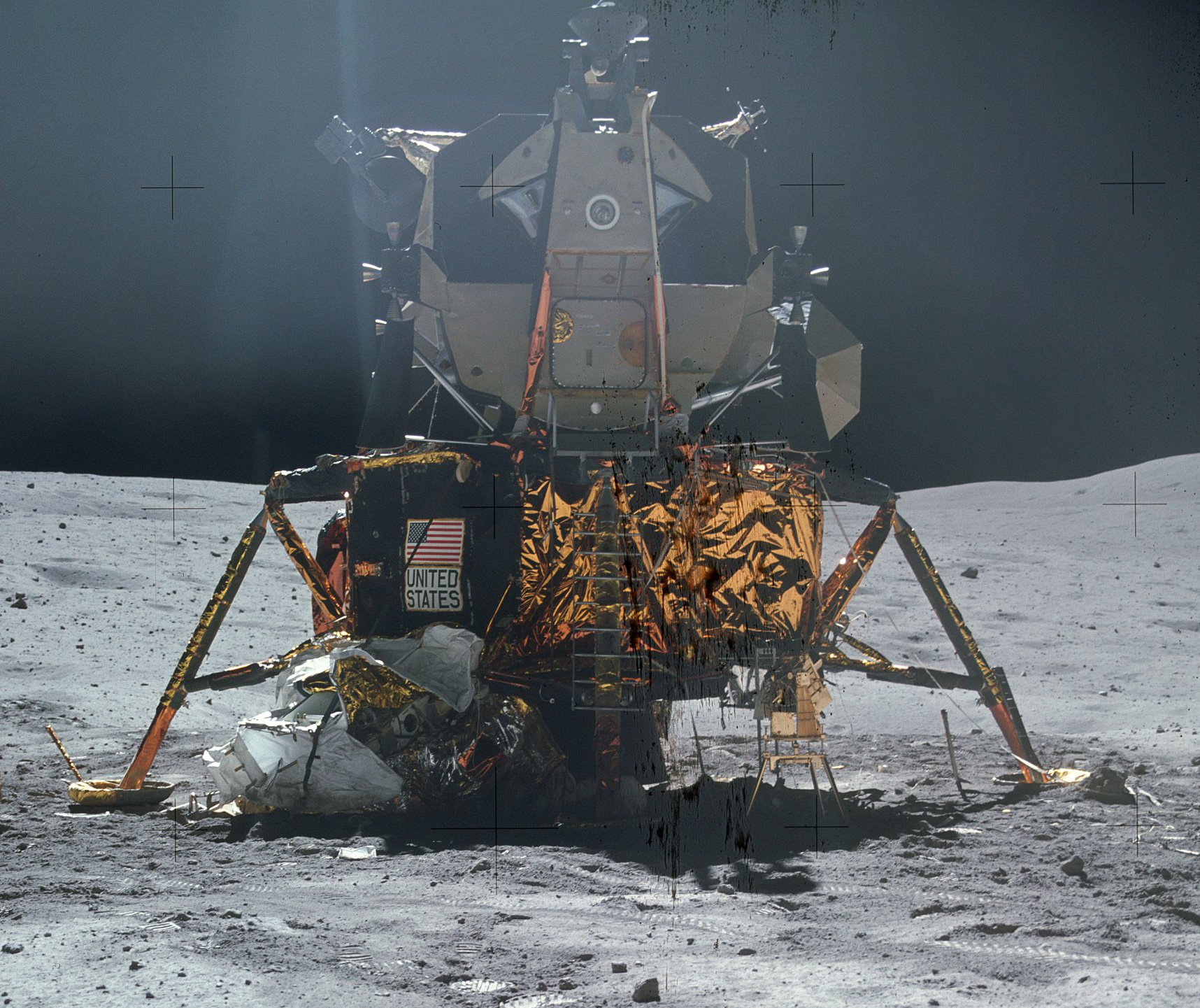
L'atterrisseur Apollo 16 LM sur la surface lunaire.

Un atterrisseur (lander en anglais) est dans le domaine de l'astronautique un engin spatial, embarqué dans un véhicule spatial, destiné à se poser sur  la surface d'un astre. L'atterrisseur peut être habité ou non.
On distingue deux grands types d'atterrisseurs :
- ceux fixes, ou atterrisseurs au sens strict, tels que Huygens sur Titan ;
- ceux qui comportent un astromobile, tels que Spirit et Opportunity sur Mars.

Selon le type de mission, les sondes spatiales peuvent comporter un atterrisseur, un orbiteur qui observe l'astre depuis son orbite. Certaines sondes n'effectuent qu'un survol de l'astre à observer, ce qui leur permet d'observer successivement plusieurs corps célestes. Lorsque l'objet est destiné à percuter un astre à grande vitesse, il s'agit d'un impacteur, tel Deep Impact.

## Contraintes
Les techniques d'atterrissage sont très variables. Elles dépendent à la fois des caractéristiques de l'astre sur lequel l'engin doit se poser, de la masse de ce dernier et des contraintes de la mission :
- la présence d'une atmosphère autour de l'astre permet de réduire fortement la vitesse de l'atterrisseur en utilisant les forces de traînée (utilisation d'un bouclier puis d'un ou plusieurs parachutes). Plus l'atmosphère est épaisse (Vénus), plus ce freinage est efficace ;
- la masse de l'atterrisseur. Certaines techniques ne marchent plus lorsque l'atterrisseur est particulièrement massif. Par exemple la technique de l'airbag utilisée sur Mars pour les rovers Mars Exploration Rover ne pouvait pas être reconduite pour l'astromobile Curiosity ;
- la valeur de la gravité du corps céleste sur lequel s'effectue l'atterrissage : il y a de grandes différences entre l'atterrissage sur une comète à la gravité très faible et sur une planète dont la gravité est proche de celle de la Terre ;
- la part allouée au carburant (donc le coût de la mission) : l'utilisation de rétrofusées pour se poser en douceur accroît la masse de l'atterrisseur.
- la décélération subie à l'atterrissage : l'atterrisseur peut accepter une décélération plus ou moins importante selon le type de mission. Le module lunaire Apollo devait par exemple se poser avec une vitesse verticale de quelques mètres par seconde et une vitesse horizontale très réduite sous peine de briser son train d'atterrissage et de ne plus pouvoir décoller ;
- la précision de l'atterrissage : certaines techniques permettent d'atteindre avec plus de précision le site visé.

## Techniques d'atterrissage
Les atterrisseurs utilisent une ou plusieurs des techniques.

### Rétrofusées
Les  rétrofusées sont historiquement la première technique mise en œuvre. Cette technique permet un atterrissage en douceur mais nécessite l'emport d'une quantité de carburant d'autant plus importante que le corps céleste est massif. Elle a été utilisée sur la Lune mais n'est pas viable du fait de la masse d'ergols à emporter sur des planètes plus importantes. Sur ces dernières elle est utilisée uniquement dans la phase finale de l'atterrissage lorsque la vitesse de l'atterrisseur a chuté à une vitesse inférieure à celle du son.

### Freinage atmosphérique
L'aérofreinage est systématiquement utilisé pour les planètes ou lunes dotées d'une atmosphère, comme Mars, Vénus ou Titan. Lorsque la sonde spatiale pénètre dans l'atmosphère la sonde spatiale qui est dotée d'une grande vitesse (au minimum 5 km/s pour Mars) est ralentie fortement par les forces de frottement générées par l'atmosphère. La vitesse chute rapidement et l'énergie cinétique acquise est transformée en chaleur en portant certaines parties de la sonde à des températures pouvant atteindre plusieurs milliers de degrés. L'atterrisseur doit donc être enfermé dans un bouclier thermique généralement ablatif qui la protège de la chaleur. Une sonde qui rentrerait sur Terre peut ralentir ainsi de 11 km/s à quelques centaines de km/h sans aucune dépense de carburant. Le bouclier thermique représente malgré tout une masse assez importante (700 kg sur les 3,4 tonnes de la sonde martienne MSL au moment de sa rentrée atmosphérique).

### Parachutes supersoniques et subsoniques
Cette technique n'est utilisable que lorsque le corps céleste cible est doté d'une atmosphère et lorsque la vitesse de descente de l'atterrisseur a chuté sous une valeur donnée (Mach 2 sur Mars pour MSL).

### Coussins gonflables de sécurité
Les coussins gonflables de sécurité peuvent être utilisés durant la toute dernière phase de l'atterrissage afin d'éviter l'emport d'un système d'atterrissage final sophistiqué. Ils ont été mis en œuvre sur la Lune par les sondes soviétiques du programme Luna puis le principe a été repris à une plus grande échelle pour les atterrisseurs martiens américains Mars Pathfinder et les rovers Mars Exploration Rover

### Grue aéroportée
Technique utilisée dans la phase finale de l'atterrissage par la sonde américaine Mars Science Laboratory.

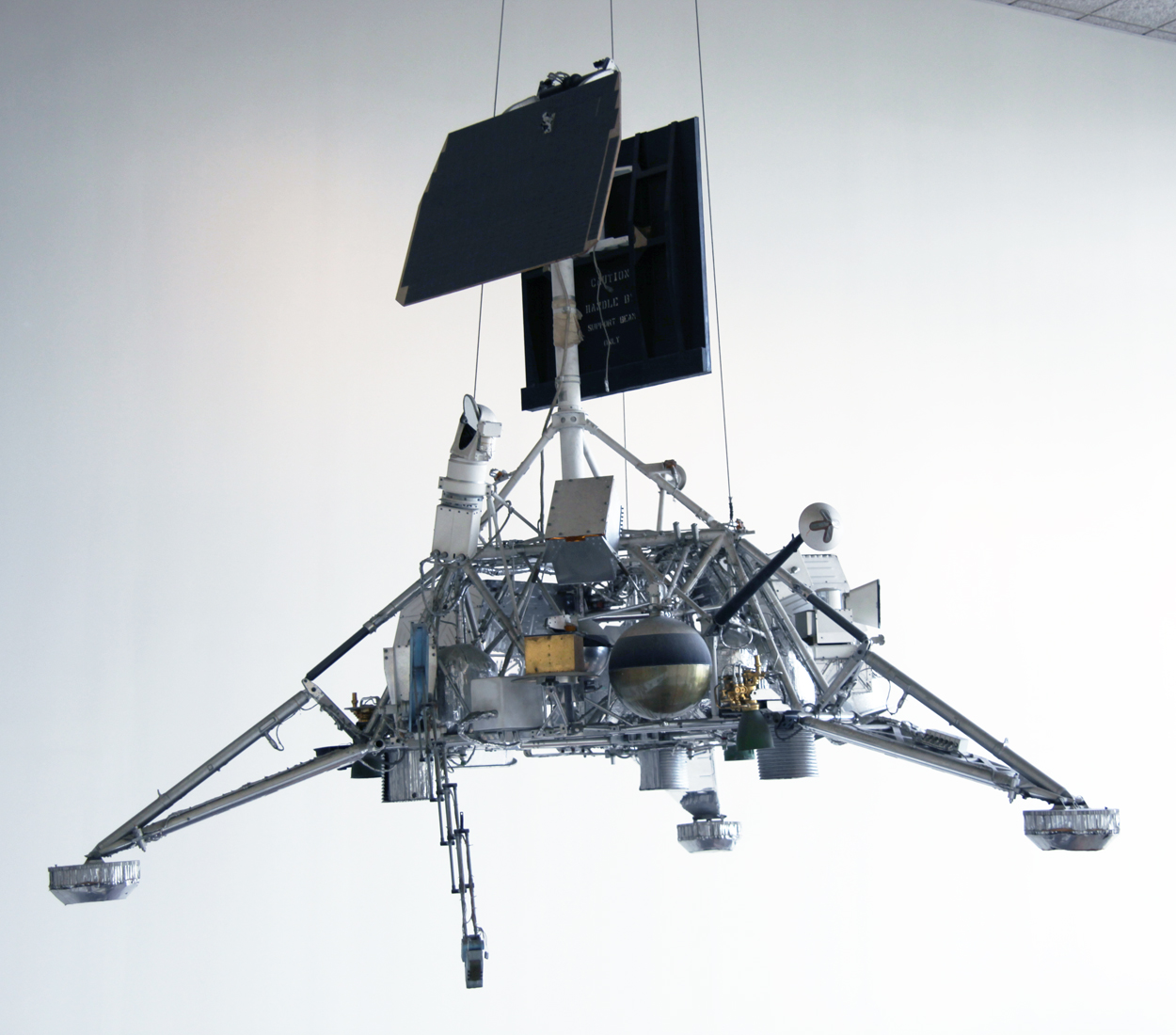
Surveyor (Lune).
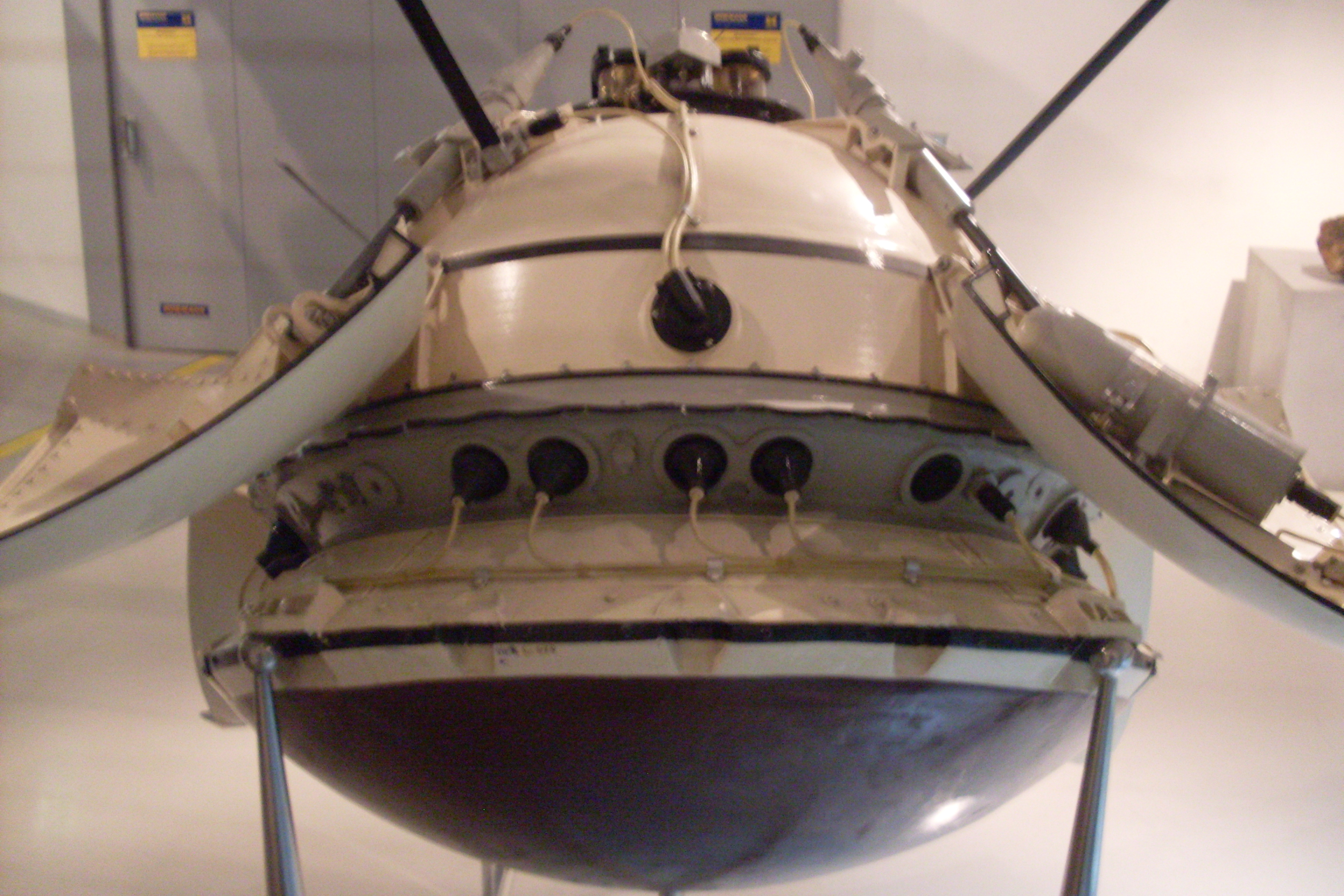
Mars 3.
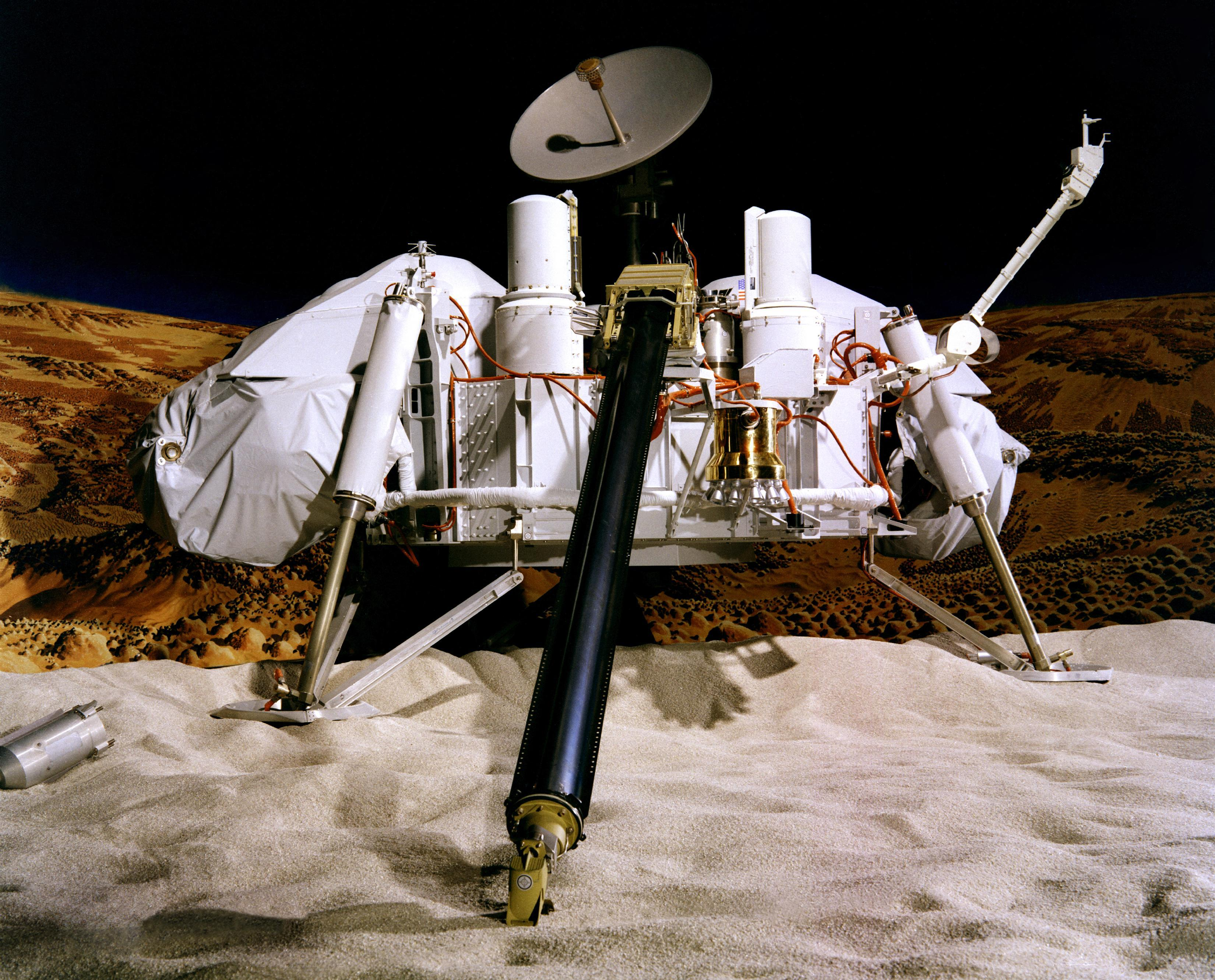
Atterrisseur Viking.